# Södra Långtjärnen, Ångermanland
Södra Långtjärnen är en sjö i Örnsköldsviks kommun i Ångermanland och ingår i Moälvens huvudavrinningsområde.